# Liochthonius mollis
Liochthonius mollis är en kvalsterart som först beskrevs av Hammer 1958.  Liochthonius mollis ingår i släktet Liochthonius och familjen Brachychthoniidae. Inga underarter finns listade i Catalogue of Life.